# Ghiacciaio Scoble
Il ghiacciaio Scoble è un ghiacciaio lungo circa 7 km situato sulla costa di Mawson, in Antartide. In particolare il ghiacciaio, il cui punto più alto si trova circa 50 m s.l.m, scorre verso est partendo da una zona a ovest di capo Campbell.

## Storia
Il ghiacciaio Scoble è stato mappato da cartografi norvegesi grazie a fotografie aeree scattata durante la spedizione antartica comandata da Lars Christensen nel 1936-37 ed è stato battezzato con il nome di "Breoddane", ossia "ghiacciaio punte". Anni dopo, però, il Comitato australiano per i toponimi e le medaglie antartici lo ha ribattezzato con il suo attuale nome in onore di Charles H. Scoble, ingegnere presso la stazione di ricerca sull'isola Macquarie che annegò nel 1948.